# Ochetostoma australiense
Ochetostoma australiense är en djurart som tillhör fylumet skedmaskar, och som beskrevs av Edmonds, S.J. 1960. Ochetostoma australiense ingår i släktet Ochetostoma och familjen Echiuridae. Inga underarter finns listade i Catalogue of Life.